# Legió VI Gallicana
La legió VI Gallicana va ser una legió romana d'existència dubtosa, ja que només la cita la Història Augusta a la vida d'Aurelià, una font poc fiable.
Podria haver estat de guarnició a Magúncia quan aquesta ciutat estava inclosa a l'Imperi de les Gàl·lies (260-274). Si això és cert, la va reclutar l'usurpador Lelià quan a Magúncia es va revoltar contra l'Imperi Romà amb ajuda de la Legió XXII Primigènia.